# هنري نيومان (عسكري)
هنري نيومان (بالألمانية: Henry Newman)‏ هو عسكري ألماني، ولد في 1845 في ألمانيا، وتوفي في 13 يوليو 1915 في بالتيمور في الولايات المتحدة.